# Karl Bayer (Schauspieler)
Karl Bayer (* 22. Juni 1859 in Wien; † 2. April 1940 in Weimar) war ein österreichischer Theaterschauspieler.

## Leben
Karl Bayer, Sohn des gleichnamigen Schriftstellers, betrat die Bühne schon in frühester Jugend. Er bildete sich selber zum Schauspieler aus, fand sein erstes Engagement 1877 am Theater an der Josefstadt, dann kam er nach Bozen-Meran und von dort an andere größere und kleinere österreichische Provinztheater, darunter Teplitz (1880 bis 1883), Prag (1883 bis 1884), Fürsttheater Wien (1884 bis 1885), Salzburg (1885 bis 1886), wirkte auch in Würzburg und Kissingen (1889 bis 1890), am Wiener Karltheater, dann in Hamburg und ab 1896 am Residenztheater in Dresden.
Bayer war mit seiner Schauspielkollegin Julie Kronthal verheiratet. Sein Lebensweg nach 1902 ist unbekannt.